# Otranto (Schiff, 1926)
Die Otranto (II) war ein 1926 in Dienst gestelltes Passagierschiff der britischen Reederei Orient Steam Navigation Company, das im Passagier- und Postverkehr von Großbritannien nach Australien eingesetzt wurde.

## Das Schiff
Das 20.026 BRT große Dampfturbinenschiff Otranto wurde bei der Werft Vickers-Armstrong Ltd. in Barrow-in-Furness gebaut. Sie war eines von fünf Schwesterschiffen, die die Reederei 1922 orderte und die alle mehr als 20.000 BRT maßen. Die anderen waren die Orama (II) (1924), die Oronsay (I) (1925), die Orford (1928) und die Orontes (II) (1929). Die fünf Schiffe wurden primär für den Passagier- und Postverkehr nach Australien genutzt, unternahmen in den Sommermonaten aber auch Kreuzfahrten nach Skandinavien und durch das Mittelmeer.
Das 192,3 Meter lange und 22,91 Meter breite Passagier- und Postschiff Otranto hatte zwei Schornsteine, zwei Masten und zwei Schrauben und konnte eine Geschwindigkeit von 18 Knoten erreichen. Die Otranto lief am 9. Juni 1925 vom Stapel, wurde im Dezember 1925 fertiggestellt und lief am 9. Januar 1926 in Tilbury zu ihrer Jungfernfahrt nach Brisbane aus. Im August 1928 kollidierte sie mit dem japanischen Dampfschiff Kitano Maru, wobei dieses schwer beschädigt wurde. Nach Kriegsausbruch 1939 wurde sie als Truppentransporter genutzt, und 1942 wurde sie in ein Landungsschiff umgewandelt. Als solches nahm die Otranto am Afrikafeldzug und den alliierten Invasionen von Sizilien und Italien teil.
In den Jahren 1948 und 1949 wurde das Schiff generalüberholt und mit Plätzen für 1412 Passagiere in der Touristenklasse versehen. Am 14. Juli 1949 nahm sie den Passagierverkehr von London nach Sydney wieder auf und blieb auf dieser Route, bis sie am 13. Februar 1957 zu ihrer letzten Fahrt auslief. Am 14. Juni 1957 traf sie in Faslane-on-Clyde ein, wo sie verschrottet wurde.